# Legió txecoslovaca

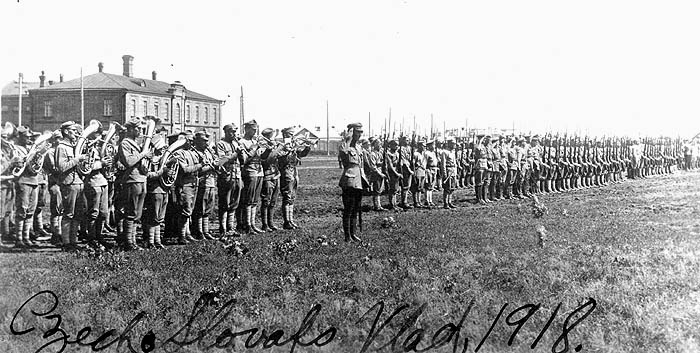
Parada de la Legió Txeca, 1918

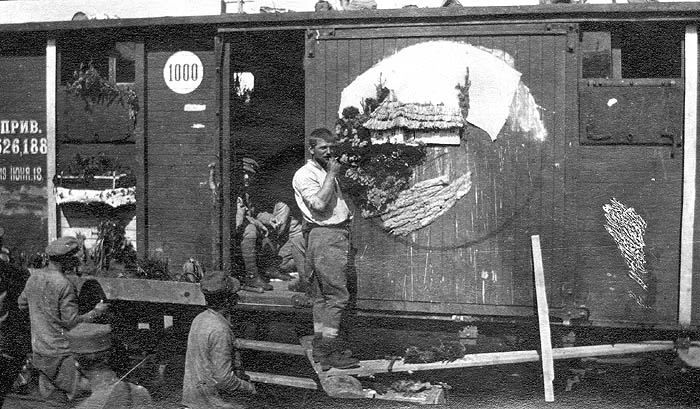
Soldats de la Legió Txeca a Sibèria

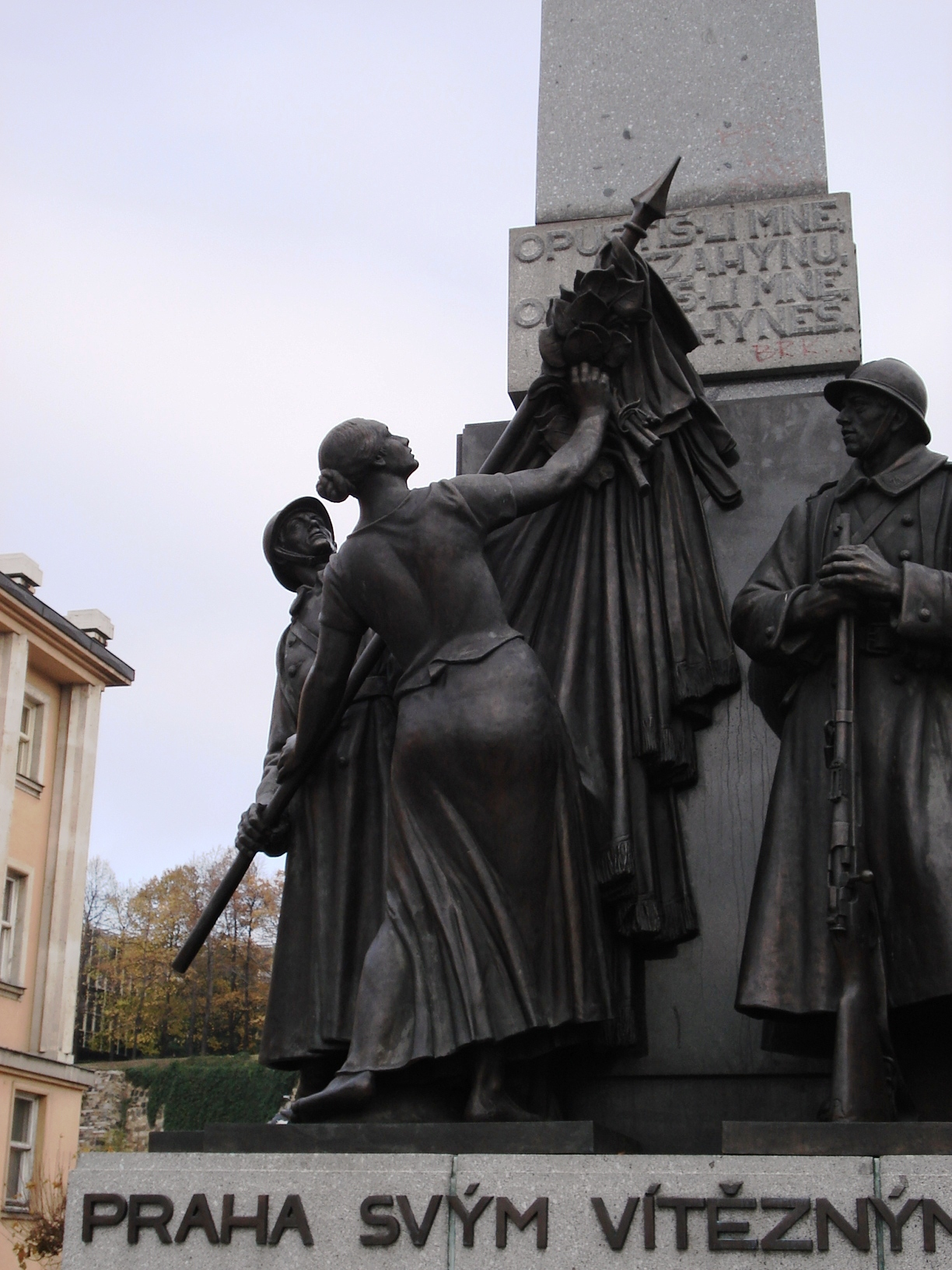
Monument a les Legions Txeques, plaça Palacky, Praga.

La Legió txecoslovaca (txec: Československé legie; eslovac: Československé légie) va ser un grup militar format a Sibèria pels presoners d'origen txec i eslovac alliberats quan Rússia es va retirar de la guerra el 1918.
El govern rus després del Tractat de Brest-Litovsk va alliberar els presoners de guerra dels Imperis centrals sense res a canvi. Els alemanys (i austríacs) es van quedar a l'extrem orient sense cap actitud hostil a l'espera de ser repatriats, però els txecs es van declarar pel Consell Nacional Txec que demanava la independència de Bohèmia, Moràvia i Eslovàquia, i volien tornar a l'oest per combatre per aquest consell, i eren contraris a la pau sense la independència.
Els bolxevics no els van deixar passar cap al seu país i els txecs es van organitzar en exèrcit (Legió txeca) i es varen aliar a les forces blanques per obrir-se pas. Precisament el fet que la Legió txeca s'acostés a Iekaterinburg, on estava presoner el tsar amb la seva família, davant del perill del seu alliberament i que s'unís a l'almirall Aleksandr Koltxak, va provocar l'execució de la família reial pels bolxevics (juliol de 1918). L'agost del 1918 Kazan fou ocupada temporalment per la Legió txecoslovaca i recuperada al setembre per l'exèrcit roig. El novembre de 1918 després de l'enfonsament del govern imperial austrohongarès, els txecs es van sotmetre als bolxevics i més tard varen ser repatriats.
La bandera de la Legió era blanca sobre vermell i tenia escuts a cada cantonada, representant a Bohèmia, Eslovàquia, Moràvia i Silèsia. Però en general s'utilitzaven banderes senzilles blanc sobre vermell o vermell sobre blanc.